# ヘゲモニー政党制
ヘゲモニー政党制（ヘゲモニーせいとうせい）とは、表面には複数政党制や野党が存在しているが、実際には与党が全ての権力を握り、事実上の反対側政党は存在しない制度。ヘゲモニー政党制下の野党は「衛星政党」、与党は「支配政党」と呼ぶ。

## 名称
ヘゲモニー（Hegemonie）とはドイツ語で「主導権・指導的な立場」を意味する語である。
和訳は衛星政党制（えいせいせいとうせい）、傀儡政党制（かいらいせいとうせい）、覇権政党制（はけんせいとうせい）などが存在している。野党は衛星や傀儡のように、覇道的な権力を持つ与党に操られる、との見解により命名された。
中国では「中国共産党一党領導、多党合作の政治的協商制度」との正式名称があるが、「一党領導多党・多党合作制・多党協商制」などの略称も広く使われている。

## 概要
ジョヴァンニ・サルトーリは、従来は一党制や一党支配制と呼ばれていたものを、一党制・ヘゲモニー政党制・一党優位政党制の3つに分類した。ヘゲモニー政党制は、形式的特徴により一党制から区別され、競合の有無によって一党優位政党制と区別される。サルトーリは、野党が完全に禁止される時と、そうでない時には政治の様相が違ってくるだろうと考え、一党制からヘゲモニー政党制を区別する。また、与党が選挙で連勝したことを、競争が許されていない証拠とみなす考え方に反対し、一党優位政党制からヘゲモニー政党制を区別する。
またサルトーリはヘゲモニー政党制を、イデオロギー指向とプラグマティズム指向という2つの異なるタイプに分類した。
ヘゲモニー政党制は競合が存在しないため連立政権は起こりにくく、ナチス時代のドイツやパキスタン等、大統領制であるが実際には首相が国家主権を握る国において、現職の大統領または首相が大統領選挙で敗退した野党候補者の権力を強く評価した時、大統領選挙で野党候補者が勝利した時などに限り連立政権が発生する。

## 定義
この制度はジョヴァンニ・サルトーリが提唱した政党制の分類の一つ。彼は政党の競合の有無を判断基準にし、ヘゲモニー政党制は一党独裁のように競合が存在しない為、独裁制の範疇に分類されている。

## 例
一般的には、ヘゲモニー政党という言葉が使われる場合（とくに独裁の形態として批判的に用いられる場合）は、イデオロギー指向型のケースを指すことが多い。両者が異なることに異議を唱える者はいないが、プラグマティズム指向型の方は普及していない（こちらは包括政党と表現されることが多い）。

### イデオロギー指向型
- 社会主義国 - ポーランド、旧東ドイツなど、かつての「東欧」の社会主義国には過去の経緯から複数政党制を採っている国が多くあった（人民民主主義）。これらの国では衛星政党にも国家のポストが割り振られており（例えば旧東ドイツでは衛星政党4党の党首は国家評議会副議長となっていた）、宗教的・イデオロギー的に支配政党である共産主義政党に馴染めない国民各層を間接的に体制内に取り込む効果を有していた[3]。ただし大抵は憲法に共産主義政党の指導権が明記されていたり、議会の選挙が形式的なものであったりと、実態は一党独裁制とほぼ変わらなかった。現在の中華人民共和国および朝鮮民主主義人民共和国は憲法に自国をヘゲモニー政党制と表記されている[注釈 1][4]。
- 開発独裁型国家 - スハルト政権時代のインドネシア、朴正煕・全斗煥政権時代の韓国、蔣介石・蔣経国政権での戒厳令下の中華民国（台湾）（党国体制も参考）、シンガポールなど、いわゆる「開発独裁」型国家も野党が存在するものの、選挙制度などが圧倒的に政権政党に有利にできているため、実態としてはヘゲモニー政党制であるといえる。

### プラグマティズム指向型
- 1940年代から1990年代までのメキシコにおける制度的革命党の長期政権。
- 2001年からのロシア[5]。統一ロシアによる長期政権。